# Cappelen (slægt)
Cappelen er en norsk patricierslægt som antagelig har sit navn fra landsbyen og sognet Cappeln (en), ca. 30 km. fra byen Wildeshausen i Niedersachsen i Tyskland. Navnet stammer fra et tidligere kapel på stedet, som i middelalderen findes betegnet som "Cappelen". I Wildeshausen er slægten kendt som håndværkere, rådmænd og medlemmer af byrådet fra 1400-tallet. Borgmester i Wildeshausen Dietrich von Cappelen døde 1632, mens han var taget som gidsel af svenske tropper. Han var far til Johan von Cappelen (1627–88) som indvandrede til Norge i 1653, blev gift med en norsk kvinde, arbejdede ved flere jernværker, købte flere ejendomme og endte som foged i Lier.
Slægten i Norge ophørte med at bruge "von" i navnet fra midten af 1800-tallet.
Slægten har ikke noget kendt slægtskab til hverken borgerslægten von Cappeln i Bremen og Danmark, middelalderslægten von Cappelen på borgen "Haus Cappeln", Westerkappeln, Tyskland, eller den tyskfødte svenske oberst Dietrich von Cappeln og hans familie.
Nordmanden André Simjak kaldte sig bl.a. Philip Holst-Cappelen og Philip Sigval Bergesen, men er ikke medlem af den norske slægt Cappelen.

## Slægtens hovedgrene
Slægtens hovedgrene stammer fra tre af indvandreren Johan von Cappelens sønner: 
- Johan von Cappelen junior (1658–98), som var foged i Lier efter faren
- Ulrich Friderich von Cappelen (1668–1722), som var trælasthandler og drev et savværk i Skien
- Gabriel von Cappelen (1674–1758), som var trælasthandler på Bragernes (Drammen) og blev delejer af Fossesholm i Eiker.

En forenklet oversigt over en del slægtsmedlemmer er sat op her: Cappelen (stamtræ).

## Ældste søns gren
I Johan von Cappelen juniors gren er bl.a. missionær på Grønland, Peter Andreas Cappelen (død 1800) og kontorchef i Stortinget, Johan Henrik Cappelen (1838–1900). 
I denne gren er der flere læger, blandt andet Axel Hermansen Cappelen (1858–1919) og Christian Cappelen (1917–1993). Axels sønnesøn var arkitekt Per Cappelen (1922–78), Oslo, gift med arkitekt Molle Cappelen (1922–86) født Heyerdahl, og forældre til bl.a. arkitekt Nini Cappelen gift med arkitekt Pål Strøm, Oslo. Sammen driver de Amdahl Strøm & Cappelen Arkitekter AS. 
En linje af denne gren er især bosat i Trondheim. Til den hører Johan Cappelen (1889–1947) som var justitsminister i Einar Gerhardsens samlingsregering i 1945, Catharina Cappelen gift med Ivar Lykke og mor til købmand Trond Lykke, Ingrid Cappelen gift med direktør for SiT Finn Meland, psykiater Johan Christian Cappelen, børneværnsleder Yngve Cappelen, murermester Christian Fr. A. Cappelen (død 1978) og filmklipper Diderik Cappelen, Oslo.
Til denne gren hører også Johan C.s tvillingebror kirurgen Christian Cappelen senior (1889–1967), mangeårig overlæge ved Røde Kors klinik i Trondheim og regnet som en "troldmand med kniven". 
Hans søn er den kendte læge Christian Cappelen junior, som ydede store bidrag til udviklingen af hjertekirurgien.
Blandt Christian Cappelen seniors børnebørn finder vi Eva E. Cappelen gift med Erik Papazian,Oslo, Kristoffer Stensrud som startede Skagenfondene, civilarkitekt Bjørn Cappelen (1947–)(tidligere: Cappelen Sørum), arkitekt for bl.a. Telenors hovedkvarter på Fornebu.
Johan von Cappelen juniors sønnesøn Andreas von Cappelen (1731–1770) var sognepræst i Mesinge på Fyn. Fra ham nedstammer en stor slægtsgren i Danmark og USA, bl.a. fotograf Carl-Johan von Cappelen (1942-) i Værløse.

## Grenen fra Skien
I Ulrich Friderichs gren er bl.a. hans sønnesøn, grosserer og skibsreder Diderich von Cappelen (1734–94), Skien, som var far til eidsvollsmanden Didrich von Cappelen (1761–1828), Skien, og Peder Juel von Cappelen (1763–1837) som var grosserer i Drammen, jernværksejer og politiker.
Blandt Diderichs (død 1794) andre børn i første ægteskab med Petronelle Pedersdatter Juell, var også Cathrine von Cappelen gift med statsråd Carsten Tank, ejer af Rød Herregård ved Halden. De var forældre til den norske missionær Otto Tank i Mellem- og Nordamerika.
Diderich (død 1794) var i sit andet ægteskab med Christiane Elisabeth Bøyesen (Ording), far til Realf von Cappelen (1791–1853), ejer af Borgestad Gård (no), som var farfar til Anna Sofie Cappelen (1854–1915) gift med statsminister Gunnar Knudsen (1848–1928).
Eidsvollsmanden Didrich (død 1828) ejede omfattende jord- og skovejendomme, særlig i Skiensområdet, i det midterste og øvre Telemark.

## Grenen fra Drammen og familien Cappelen Smith
Michael von Cappelen (1731–1804), tilhørte skiengrenen. Han var sønnesøn af Ulrich Friderich von Cappelen og ældre bror til Diderich von Cappelen (1734–94). Michael kom fra Skien, blev købmand i Drammen og var far til grosserer Caspar (også skrevet Casper) von Cappelen (død 1823), Drammen, som ejede blandt andet Vivelstad gård i Lier, som Caspar forærede sognet til skole. Caspars søn konsul Michael von Cappelen (død 1829) var gift med sit næstsøskendebarn Petronelle von Cappelen (død 1855). Hun var datter af Eidsvollsmanden Didrich von Cappelen, og arvede Mæla Gård ved Skien, hvor de boede.
Fra Caspar stammer bl.a. organisten og komponisten Christian Cappelen (1845–1916), sorenskriver i Asker og Bærum Johan Munthe Cappelen, kunstneren Bodil Cappelen gift 1. gang med forfatteren Finn Strømsted og 2. gang med forfatteren Olav H. Hauge, samt arkitekt Paul Cappelen, Oslo, hvis søn Jon Chr. Cappelen var gift med forfatteren Berit Bertling Cappelen, Oslo. Paul Cappelens datter Line er gift med forretningsmanden Wilhelm Pihl Blystad.
Flere med slægtsnavnet Cappelen Smith (Cappelen-Smith) i Norge og Sverige, er efterkommere af drammengrenen. Dette er gennem Karen von Cappelen (død 1863), datter af Caspar. Hun var gift med Elias E. Smith (død 1861). Desuden var deres søn Peder H. Smith (død 1881) gift med sin kusine Marie S. Cappelen (død 1900). 
Peders og Maries søn, grosserer Elias Anton Smith (død 1912) grundlagde det kendte metal- og byggevarefirma «E.A. Smith» i Trondheim. Firmaet ejes og drives fortsat af hans efterkommere, i dag af Trond Reinertsen som koncernchef. En af Elias Antons sønner var norsk-amerikaneren Elias Anton Cappelen Smith som bl.a. var partner i «Guggenheim Brothers», New York og gav store donationer i Norge.

## Grenen fra Holden, Ulefoss
Eidsvollmanden Didrich von Cappelen (død 1828) var i sit første ægteskab med Maria Plesner (død 1800), far til jernværksejer Diderik von Cappelen (1795–1866), Ulefoss. Diderik arvede ejendomme, som var købt af hans fars farfar i 1729, mens Diderik selv købte Ulefos Jernværk med Holden Hovedgård i 1835. Diderik var gift med Henriette Løvenskiold og far til bl.a. jernværksejer Severin Diderik Cappelen, Ulefoss, og maleren August Cappelen (1827–52). 
Severin Dideriks søn, kammerherre Diderik Cappelen (1856–1935) omlagde og moderniserede virksomhederne og tilkøbte Vrangfoss. Han fandt et ukendt mineral, som fik navnet cappelenit. Han var far til godsejer Harald Severin Diderik Cappelen, som fik anlagt Vrangfoss kraftværk, og som igen var far til civilingeniør Diderik Cappelen, der bl.a. startede produktion af vejmateriale (bl.a. kloakdækseler) og hvis søn civiløkonom Carl Diderik Cappelen er den nuværende ejer. Disse familiemedlemmer har også stadig moderniseret virksomhederne og jernstøberiet er et af de otte tilbageværende i Norge. 
H.S.D. Cappelen var gift med Ingeborg født Eger, og de var forældre til August Cappelen, Oslo, som var bestyrelsesformand og ejer af elektricitetsfirmaet Sønnico AS, og far til bl.a. aktiemægler Fredrik Cappelen. H.S.D. og Ingeborg Cappelens datter er Anette Skaugen gift med skibsreder Brynjulf Skaugen, Oslo.
Civilingeniør Diderik Cappelen, Ulefoss, er gift med Juliana Louise født von Platen fra Sverige. De er også forældre til Harald Johan Cappelen, Oslo, og Aksel Cappelen, Göteborg, Sverige.

## Grenen fra Gjemsø kloster, Skien
Eidsvollmannen Didrich von Cappelen (død 1828) var i sit andet ægteskab med Marie Severine Blom, far til Hans Blom Cappelen (1803–1846), Gjemsø kloster, gift med kusinen Benedicte Cappelen. De var forældre til bl.a. Didrik Cappelen (1836–1914), Skien, som var far bl.a. til Didrik («Diddi») Cappelen (1873–1941), Skien. 
«Diddi» Cappelen var far til bl.a. Didrik Cappelen («Dixe») (1900–70), Skien, Hans Cappelen («Hasse») (1903–79), Oslo, og messearrangøren Ingrid («Linge») Langaard, født Cappelen. Alle disse har efterkommere i dag.
Benedicte og Hans Blom Cappelen (død 1846) var også forældre til bankchef Hans Cappelen (1842-1924), «Lilleklosteret», Skien, som var farfar til bl.a. socialrådmand Hans Cappelen, Oslo, som igen er far til Margrethe Cappelen og Tore Cappelen, begge Oslo. Rådmanden var bror til ambassadør Johan Zeier Cappelen (1913–2007), Oslo, samt til justitiarius, tidligere finans- og udenrigsminister (A) Andreas Zeier Cappelen (1915–2008), Stavanger, som er far til bl.a. kontorchef Frede Cappelen, Stavanger, og forskeren Ådne Cappelen, Statistisk sentralbyrå, Oslo.
Fra bankchef Hans Cappelens (død 1924) datter Benedicte C. gift Melhuus (død 1976), stammer Inger Prebensen. Fra hans sønner stammer en linje af slægten, som er bosat i USA, Sverige og Østrig. Af disse var hans søn Fredrik Cappelen direktør for Borregaards ejendomme i Värmland, Sverige, og dennes søn Jan Wessel Cappelen (f. 1923) var direktør for Borregaards ejendomme i Hallein, Østrig.

## Grenen fra Porsgrunn og «forlagsgrenen»
Diderich von Cappelen (død 1794) i Skien var i 1. ægteskab også far til Ulrich Fredrich von Cappelen (1770–1820), skibsreder og grosserer i Porsgrunn, gift med Benedicte H. Aall (søster til eidsvollsmanden Jacob Aall). De var forældre til bl.a. forlagsboghandler Jørgen Wright Cappelen (1805–78) hvis efterkommere har haft samme navn i fem generationer helt til vore dage. Hans ene søn var Jørgen Wright Cappelen II. Fra ham stammer bl.a. forfatteren Peder Wright Cappelen (1931–92), der var gift anden gang med skuespiller Kari Simonsen, og de er forældre til forskerne Alexander W. Cappelen, Cornelius W. Cappelen og Herman Cappelen. Peder (død 1992) er i første ægteskab far til forfatteren Anders W. Cappelen, som igen er far til skuespilleren Sofie Cappelen.
En anden efterkommer af Jørgen C. (død 1878) er rektor Christine Cappelen Heftye, Oslo.
Ulrich Fredrich (død 1820) var også far til sorenskriver Nicolai Benjamin Cappelen (død 1866), amtmand Ulrik Frederik Cappelen (død 1864) og forretningskvinden Benedicte Cappelen («Hans Cappelens Enke»). Deres søster Didrikke (død 1833) og derefter søsteren Jacobine Louise (død 1843), var gift med biskop Jens L. Arup (død 1874) og blandt deres efterkommere er Didrik Arup Seip.

## Grenen fra Fossesholm
Gabriel von Cappelen (død 1758 på Fossesholm) var far til etatsråd Jørgen von Cappelen (død 1785), som ejede hele Fossesholm og ombyggede gården omtrent som den er i dag. Jørgen var gift med Magdalena Larsdatter Darjes, men de var barnløse. Deres alliancevåben er bl.a. broderet på antependiet i Kongsberg kirke.
Gabriel var også far til Diderich von Cappelen (død 1762) på Fossesholm. Diderichs efterkommere er bl.a. stadsingeniør Frederick Wilhelm Cappelen (død 1921), Minneapolis, USA, som «Cappelen Memorial Bridge» er opkaldt efter, læge Herman Cappelen (1837–92), Tønsberg, og hans søn, disponent Haagen Hasberg Cappelen (1874–1933) som var ordfører i Tønsberg 1929–1933. Andre efterkommere er bl.a. skibsfører Gabriel Cappelen, apoteker Hanna Cappelen og civilingeniørerne Haaken Cappelen og Herman Aas Cappelen samt arkitekt Diderik Cappelen. 
En efterkommer af denne gren er Didrik Cappelen Christiansen (f. 1929), civilingeniør, bosat i Moss. Hans to børn, Sven Didrik Mack Cappelen (f. 1958) (tidligere Christiansen), Bærum; og Maria Cappelen Otterbeck (f. 1963), forfatter, bosat i Stockholm. Deres farmors far var Haagen Hasberg Cappelen.
Efterkommere af Fossesholmgrenen lever i dag både i Skandinavien og i USA. En af dem er Diderich Cappelen Møystad.

## Slægtsvåbenet
Slægtsvåbenet er fra 1683, det er selvtaget og det er blevet til i Norge. Et slægtsmedlem i Wildeshausen brugte et bomærke som var en sammensætning af en spejlvendt merkurstav, et kors og en nedadvendt pil med tillægsstreger. Det norske slægtsvåben ses første gang brugt af fogden Johan von Cappelen (død 1698) junior, i fogedregnskaberne for Lier fra 1683. Der bruger han et ensfarvet segl med dette våben: 
Skjold delt med i 1. felt en pelikan som hakker sig i brystet foran sine unger i en rede, og i 2. felt tre naturlige roser med blade og stilke fra jord. På hjelmen en Fortuna mellem to vesselhorn.
Faren, indvandreren Johan v. C. senior (død 1688), brugte først et segl med kun de tre roser, i et skjold uden hjelmtegn. Han brugte i 1682 et segl med hele slægtsvåbenet, men havde som hjelmtegn kun Fortunaskikkelsen uden vesselhornene på hver side af hende. 
Johan junior brugte hele det komplette slægtsvåben, også indgraveret på sølvbæger. Hans tre brødre brugte det samme våbenet i deres segl. Siden har våbenet været brugt i slægten med nogle mindre variationer. Våbenet findes malet, graveret på metal og glas, broderet, udskåret, trykt og gengivet på flere andre måder. 
Våbenets heraldiske farver (tinkturer) varierer en del i de forskellige slægtsgrene og gennem tiderne. De ældste kendte tinkturer er 1. felt blåt med sølv pelikan og 2. felt sølv med røde roser som har grønne blade og stilker fra grøn jord. Dette våben er i et kronet skjold uden hjelmtegn, på en maleriramme fra ca. 1730 i Mælum kirke ved Skien.
Flere afbildninger af våbenskjoldet er lagt ud på Arnstein Rønnings netsted: http://heraldikk.blogspot.com/
De tre roser i skjold har fra 1800-tallet været brugt som forlagsmærke og kendetegn for J. W. Cappelens Forlag.